# Myrice steinbachi
Myrice steinbachi är en fjärilsart som beskrevs av Louis Beethoven Prout 1932. Myrice steinbachi ingår i släktet Myrice och familjen mätare. Inga underarter finns listade i Catalogue of Life.